# Едвард Маја
Едуард Маријан Илије (рум. Eduard Marian Ilie, 29. јун 1986, Букурешт, Румунија) познат као Едвард Маја, је румунски певач, продуцер, извођач и композитор. Завршио је Џорџ Енеску средњу музичку школу у Букурешту, а тренутно је студент на Конзерваторијуму Букурешту.

## Албуми
- The Stereo Love Show (2011)

### Синглови
- Stereo love - 2009. (дует са Виком Џигулином)
- This Is My Life - 2010. (дует са Виком Џигулином)
- Desert Rain - 2011. (дует са Виком Џигулином)

### Остали синглови
- Stereo love - 2009 (дует са Миом Мартином)
- Harem (са Емилијом и Костијем)